# Pezzo di me
Pezzo di me è un singolo della cantautrice italiana Levante, pubblicato il 12 maggio 2017 come secondo estratto dal terzo album in studio Nel caos di stanze stupefacenti.
Il singolo ha visto la collaborazione del cantautore italiano Max Gazzè.

## Descrizione
Parlando del brano, composto con Dardust, Levante ha detto: 
(Levante)

## Video musicale
Il videoclip del brano diretto da Stefano Poggioni e girato nel quartiere Flaminio a Roma è stato pubblicato su YouTube il 22 giugno 2017.

## Tracce
1. Pezzo di me (feat. Max Gazzè) – 3:22

## Classifiche
| Classifica (2017) | Posizione massima |
| ----------------- | ----------------- |
| Italia            | 66                |